# George Crabbe
George Crabbe (Aldeburgh, Suffolk, 1754. december 24. – Twobridge, 1832. február 3.) angol költő. Egy, a reményre írt költeménye pályadíjat nyert, ezután Londonba ment, ahol Rutland herceg segítette; később a mustoni és a westallingtoni, 1813-ban a trowbridgei rektorátust nyerte el. 1847-ben szülővárosa templomában emléket állítottak neki.

## Művei
- The Library (1781)
- The Village (1783)
- The Newspaper (1785)
- The Parish Register (1810)
- Tales in Verse (1812)
- Tales of the Hall (1819)
- The natural death of the love; Poetical works with his letters and journals (London, 1834, új kiadás: 1867)

## Magyarul
- Benjamin Britten: Peter Grimes; szöveg George Crabbe költeménye után Montagu Slater, ford. Lányi Viktor, Raics István; Zeneműkiadó, Bp., 1962 (Operaszövegkönyvek)